# The Abyss (banda)
The Abyss foi um trio de black metal formado por membros integrantes da banda sueca de thrash/brutal death metal Hypocrisy. O grupo gravou dois álbuns no Abyss studio entre 1995 e 1996, lançados pelo selo musical Nuclear Blast.

## Dados e características do projeto
O projeto-paralelo The Abyss era composto pela mesma formação do Hypocrisy (na época um trio), ativa entre os anos de 1994 e 1998. Os integrantes tocavam no entanto com instrumentos permutados. O estilo musical resultou em um black metal cru e direto. Não há registros de aparições ao vivo do grupo.[carece de fontes?]

### Integrantes
- Mikael Hedlund — guitarra & vocal
- Peter Tägtgren — bateria, baixo & (vocal)
- Lars Szöke — guitarra & (vocal)

### Discografia
- The Other Side (1995)
- Summon the Beast (1996)
- In Conspiracy With Satan (1998), faixa Armageddon —  álbum tributo a banda Bathory
- The Other Side/Summon the Beast (2001) — (relançamento dos dois primeiros álbuns em um compacto)